# Вибратор
Вибратор (енгл. vibratоr) је сексуално помагало са способношћу титрања намијењено за дражење гениталија, подстицање полног нагона и успостављање високог степена сексуалног задовољства.

## Општи подаци
Вибратор је електромеханички изум намијењен за надраживање роднице, дражице, Графенбергове тачке, ануса или међице. Сходно томе, издвајају се се три типа вибратора: вагинални, клиторални и анални, а такође могу бити и хибридни (нпр. вагинално-клиторалне). Често имају облик пениса.